# Rok ďábla
Rok ďábla je film Petra Zelenky a jeho přátel z roku 2002 s podtitulem: „Film pro lidi, kteří dokážou slyšet melodie.“
V hlavních rolích filmu hrají Jaromír Nohavica, Karel Plíhal a skupina Čechomor. Film je fiktivním dokumentem (obdobně jako předchozí Zelenkův film Mňaga - Happy End) odehrávajícím se v první polovině 90. let 20. století (ve filmu zmíněné úmrtí Karla Kryla se přihodilo roku 1994), ačkoliv Jaromír Nohavica s Čechomorem spolu koncertovali až na přelomu století. Rok ďábla je příběh člověka, který se sice zbavil závislosti na alkoholu, ale přitom zoufale osaměl.
Hlavní dějovou linií filmu, která vychází ze skutečnosti, je Nohavicova protialkoholní léčba na počátku 90. let a některé perličky z prvních let existence Čechomoru. Vše ostatní je buď napůl fikce nebo úmyslné  přehnání závěrečné peripetie s transcendentní zápletkou. Otázkou je, jak moc odpovídá skutečnosti osoba, kterou ztvárňuje Jan Prent, která objíždí s umělci jejich koncertní turné a snaží se zaznamenat chvíli, kdy se Jarek zlomí a začne znovu pít a nakonec jako první podléhá nikoli Nohavica, ale právě on.  A v úplném závěru Jaz Coleman, díky kterému nastal první výrazný coming-up Čechomoru do sféry populární hudby.

## Ocenění
Film získal několik různých českých i zahraničních ocenění. Tvůrci filmu si odnesli 7 Českých lvů (za nejlepší film, režii, střih, zvuk, hudbu, filmový plakát a divácky nejúspěšnější český film) a také hlavní cenu karlovarského filmového festivalu – Křišťálový glóbus.